# I Wanna
Chansons représentant la Lettonie au Concours Eurovision de la chanson
Too Much
(2001) Hello from Mars
(2003)
Chansons ayant remporté le Concours Eurovision de la chanson
 Everybody
(2001)  Everyway That I Can
(2003)
I Wanna ("Je veux...") est la chanson gagnante du Concours Eurovision de la chanson 2002, interprétée par la chanteuse lettonne Marie N, de son vrai nom Marija Naumova. 
Elle est intégralement interprétée en anglais, et non pas en letton, comme le permet la règle depuis 1999.